# 中国城市规划学会
中国城市规划学会是中国城市规划领域的学术组织，隶属于中国科学技术协会。

## 历史
中国城市规划学会的前身中国建筑学会城市规划学术委员会于1956年在北京成立。文化大革命期间学术活动中止，1978年重建。1986年起更名为中国城市规划学会（1992年由建设部正式批准）。2001年起每年举办学术年会——“中国城市规划年会”。2007年成为国际城市与区域规划师学会的成员，并成为世界银行注册的咨询机构。

## 历任理事长（主任委员）

### 城市规划学术委员会主任委员
- 第一届（1956年）：王文克
- 第二届（1978年）：曹洪涛
- 第三届（1981年）：郑孝燮
- 第四届（1985年）：吴良镛

### 城市规划学会理事长
注：标有符号*的为名誉理事长
- 第一届（1990年）：吴良镛
- 第二届（1999年）：吴良镛
- 第三届（2004年）：周干峙、吴良镛*
- 第四届（2009年）：仇保兴、吴良镛*、周干峙*、邹德慈*